# Speocera debundschaensis
Speocera debundschaensis is een spinnensoort uit de familie Ochyroceratidae. De soort komt voor in Kameroen.